# 拉伊科·约卡诺维奇
拉伊科·约卡诺维奇（羅馬化：Rajko Jokanović，1971年9月27日—），塞尔维亚男子排球运动员。他曾代表南联盟参加1996年夏季奥林匹克运动会排球比赛，结果获得一枚铜牌。